# Ocnogyna flavescens
Ocnogyna flavescens là một loài bướm đêm thuộc phân họ Arctiinae, họ Erebidae.